# Székelytompa
Székelytompa (románul Tâmpa) falu Romániában Maros megyében.

## Fekvése
A falu Marosvásárhelytől 14 km-re délkeletre a Tompa-patak torkolatánál fekszik, Nyárádszeredához tartozik.

## Története
1494-ben Thompa néven említik. Régen a falu feletti domb előfokán a mai református temető helyén volt a templom és körülötte a falu. Leköltözésük után 1733-ban építettek új templomot.
1910-ben 377, túlnyomórészt magyar lakosa volt. A trianoni békeszerződésig Maros-Torda vármegye Nyárádszeredai járásához tartozott. 1992-ben 406 lakosából 335 magyar, 58 cigány és 12 román.

## Látnivalók
- Református temploma 1840-ben épült, a falu keleti szélén áll, tornya 1940-ben készült.
- A falunak keleten sóskútja van.